# Aquilaria microcarpa
Aquilaria microcarpa är en tibastväxtart som beskrevs av Henri Ernest Baillon. Aquilaria microcarpa ingår i släktet Aquilaria och familjen tibastväxter. Inga underarter finns listade i Catalogue of Life.